# Io l'ho ucciso
Io l'ho ucciso (Silence) è un film muto del 1926 diretto da Rupert Julian e interpretato da Vera Reynolds, H. B. Warner (interprete anche a teatro), Raymond Hatton, Jack Mulhall.
La sceneggiatura si basa su Silence, lavoro teatrale di Max Marcin andato in scena a Broadway il 12 novembre 1924.

## Trama
In prigione, in attesa dell'impiccagione per un delitto anche se il suo avvocato lo crede innocente, Jim Warren ripercorre i momenti che l'hanno portato in carcere e alla pena di morte: nel 1904, lui e Norma Drake stanno aspettando un bambino. Norma, però, scopre che il loro matrimonio non è valido e Jim decide di mettere le cose a posto, legalizzando la loro posizione. Ma prima di poterlo fare, Norma viene arrestata, perché è stata trovata con del denaro rubato. Lui, per farla rilasciare, accetta di sposare Millie Burke, la proprietaria di un saloon. Norma, convinta da Phil Powers, un amico del marito, pensa che Jim l'abbia abbandonata e, per il bene del bambino, accetta di sposare Phil. Passano gli anni. La piccola Norma è cresciuta: diventata una donna, è ora alla vigilia del suo matrimonio. Jim, assieme a Silvers, un malvivente, affronta Phil per ricattarlo con le lettere di Norma. Silvers, però, viene ucciso da Norma - che ha preso la pistola di Jim - quando la ragazza scopre che l'uomo ha fatto violenza alla madre morta. Jim si lascia arrestare al suo posto senza difendersi dall'accusa. Prima che la condanna sia eseguita, Norma confessa di essere lei la colpevole, ma Jim la smentisce. Solo all'ultimo, Phil corrobora con la sua testimonianza la versione della ragazza. Jim viene rilasciato e Norma, dopo essere stata processata, viene assolta.

## Produzione
Il film fu prodotto dalla DeMille Pictures Corporation.

## Distribuzione
Il copyright del film, richiesto dalla Cinema Corp. of America, fu registrato il 19 aprile 1926 con il numero LP22697.
Distribuito dalla Producers Distributing Corporation (PDC), il film uscì nelle sale cinematografiche statunitensi il 25 aprile 1926. In Danimarca, fu distribuito il 6 dicembre 1926 con il titolo Den ukendte Morder. La PDC lo distribuì nel Regno Unito nel gennaio 1927 in una versione ridotta in 80 minuti (da 2.291,5 metri a 2.205 metri). In Italia, con il visto di censura 23865, fu distribuito nel 1927 dalla Warner. Oltre al titolo italiano Io l'ho ucciso, gliene fu aggiunto uno alternativo, Preferisco la morte, come si legge in una nota del visto di censura: Alla pellicola "Io l'ho ucciso" (marca Warner) di cui è cenno nel bollettino N. 11 del 1927-VI è stato aggiunto l'altro titolo: "Preferisco la morte". (marzo 1928)

In Finlandia, il film uscì il 27 gennaio 1928; in Portogallo, fu distribuito il 2 febbraio 1928 con il titolo Silêncio!.
Copia completa del film si trova conservata negli archivi della Cinémathéque Française di Parigi e negli Archives du Film du CNC di Bois d'Arcy.
La pellicola, creduta perduta per molti anni, è stata ritrovata alla Cinémathèque Française  e, il 4 luglio 2017, il film è stato proiettato alla 22ª edizione del San Francisco Silent Film Festival.